# Amator (higo)
Amator es un cultivar de higuera tipo Higo Común Ficus carica unífera es decir con una sola  cosecha por temporada, los higos de verano-otoño, de piel con color de fondo amarillo intenso plátano y con sobre color algunas manchas pequeñas de color marrón, costillas marcadas. Esta variedad se cultiva principalmente en el "Conservatoire botanique national méditerranéen de Porquerolles".

## Sinonimias
- „Amator figuier“.[4]

## Historia
La variedad 'Amator' se encuentra cultivada en la colección de higueras del "Conservatoire botanique national méditerranéen de Porquerolles".

## Características
La higuera 'Amator' es una variedad unífera, del tipo Higo Común.
Los árboles 'Amator' tienen porte esparcido de ramas colgantes, con una tendencia alta de formación de rebrotes, de vigor medio, con yema apical cónica de tamaño medio, de color verde. Sus hojas predominantes son trilobuladas, con el lóbulo n.º 2 más grande espatulado y el 1 y 3 , con buena indentación, con bordes crenados. Presenta una cosecha abundante de higos con un calibre mediano, son de forma apeonzada, fruto no simétrico, con cuello grueso de tamaño mediano a grande, y con pedúnculo corto, grueso de color verde y fácil abscisión del pedúnculo, las escamas del pedúnculo muy pequeñas verde claro; piel lisa elástica brillante, sin grietas; con color de fondo amarillo intenso plátano y con sobre color algunas manchas pequeñas de color marrón, costillas marcadas; ostiolo de tamaño mediano abierto con escamas ostiolares de tamaño mediano semi adheridas de color blanco rosado; la carne (mesocarpio) de buen grosor mayor en la zona del cuello, de color blanco con tintes rosados; pulpa color rojo claro; cavidad interna ausente, con una cantidad de aquenios pequeña, pulpa jugosa; buenas cualidades organolépticas, de sabor dulce fundente jugoso; textura fina; calidad muy buena tanto para consumo en fresco como seco; Inicio de la maduración muy precoz; Tienen una manipulación razonable debido a su piel fina pero resistente.

## Cultivo
'Amator' se trata de una variedad muy adaptada al cultivo de secano, con excelente producción de higos de tamaño mediano y características que la hacen potencialmente muy atractiva para comercializar para su consumo en fresco.